# Give It to Me (álbum)
Give It to Me é o segundo álbum de estúdio do girl group sul-coreano Sistar. O álbum foi lançado em 11 de junho de 2013, com a canção de mesmo título usada como single promocional. O álbum contém onze canções.

## Antecedentes e lançamento
A Starship Entertainment anunciou em 16 de maio de 2013 que Sistar retornaria em meados de junho, com outra confirmação em 2 de junho, afirmando que elas fariam seu retorno com um segundo álbum de estúdio.
Em 3 de junho de 2013, fotos teasers de Dasom e Bora foram lançadas. Em 4 de junho, Sistar lançou fotos teasers de todas as integrantes e revelou que elas fariam o lançamento tendo o Moulin Rouge como tema. Um vídeo teaser de "Give It to Me" foi lançado em 6 de junho.
Em 11 de junho de 2013, Sistar lançou o álbum, bem como o videoclipe de "Give It to Me".

## Promoções
O site musical Melon organizou uma apresentação de comeback do Sistar chamada "Give It to Me", realizada no Lotte Art Hall, em Hapjeong, Seul, no dia 11 de junho. Cerca de trezentos fãs foram convidados para participar do evento. Sistar apresentou-se no palco chamado "Melon Premiere", que dá aos artistas da Melon uma oportunidade de apresentar suas faixas novas na frente dos fãs. O grupo apresentou as canções "Give It to Me", "Hey You", "Miss Sistar" e "Crying".
As promoções para o álbum iniciaram em 13 de junho, no M! Countdown da Mnet. As garotas também promoveram no Music Bank da KBS, Show! Music Core da MBC e Inkigayo da SBS. As canções "Hey You" e "Miss Sistar" foram escolhidas para fazer parte das apresentações.

## Recepção
Em 11 de junho, a canção "Give It to Me" alcançou o primeiro lugar em todas as nove paradas musicais dentro de duas horas de seu lançamento, marcando um all-kill. Sistar ficou na primeira posição na Melon, Mnet, Olleh Music, Bugs, Soribada, Monkey3, Naver Music, Cyworld Music e Daum Music Além disso, as canções "The Way You Make Me Melt" e "Bad Boy" pontuaram entre o primeiro e o quinto lugares em todas as paradas.
A faixa-título, "Give It to Me", também recebeu prêmios de primeiro lugar em várias apresentações em programas musicais, Tríplice Coroa no M! Countdown da Mnet (20 e 27 de junho, e 4 de julho) e no Music Bank da KBS (21 e 28 de junho e 5 de julho), Coroa Dupla no Show! Music Core da MBC (22 e 29 de junho) e no Inkigayo da SBS (23 e 30 de junho) e o single ganhou no Show Champion da MBC Music (26 de junho).

## Lista de faixas
| Lista de faixas |                                                       |                                  |         |  |
| N.º             | Título                                                | Letras                           | Duração |  |
| 1.              | "Miss Sistar" (ft. Duble Sidekick, Joohun)            | Double Sidekick (이단옆차기)     | 1:18    |  |
| 2.              | "Give It to Me"                                       | Double Sidekick                  | 3:22    |  |
| 3.              | "The Way You Make Me Melt (넌 너무 야해)" (ft. Geeks) | Double Sidekick                  | 3:37    |  |
| 4.              | "Bad Boy (바빠)"                                      | Rhymer, 귓방망이                 | 3:33    |  |
| 5.              | "Summer Time"                                         | Rovin, Jo Sung Hwak              | 3:34    |  |
| 6.              | "A Week (일주일)"                                     | Double Sidekick, David Kim       | 3:37    |  |
| 7.              | "Crying"                                              | Hyolyn, Heo Sung Jin             | 3:24    |  |
| 8.              | "Hey You"                                             | Double Sidekick, David Kim       | 3:11    |  |
| 9.              | "If U Want"                                           | Rhymer, Assbrass, Choi Hwa Young | 3:37    |  |
| 10.             | "Up and Down" (핑글핑글)                              | Min Yeon Jae                     | 3:24    |  |
| 11.             | "Give It to Me" (instrumental)                        |                                  | 3:22    |  |
| Duração total:  | Duração total:                                        | Duração total:                   | 36:01   |  |

## Desempenho nas paradas
| Canção                     | Melhor posição nas paradas | Melhor posição nas paradas |
| Canção                     | KOR                        | US                         |
| Canção                     | Gaon Chart                 | K-Pop Billboard            |
| -------------------------- | -------------------------- | -------------------------- |
| "Give It to Me"            | 1                          | 1                          |
| "The Way You Make Me Melt" | 2                          | 2                          |
| "Bad Boy"                  | 4                          | 3                          |
| "Summer Time"              | 34                         | 21                         |
| "A Week"                   | 39                         | 27                         |
| "Crying"                   | 17                         | 18                         |
| "Hey You"                  | 54                         | 55                         |
| "If U Want"                | 49                         | 52                         |
| "Up and Down"              | 64                         | 65                         |
| "Miss Sistar"              | 66                         | 62                         |

| Parada                           | Melhor posição |
| -------------------------------- | -------------- |
| Gaon Weekly album chart          | 5              |
| Gaon Weekly domestic album chart | 5              |
| Gaon Monthly album chart         | 10             |
| Gaon Yearly album chart          |                |

| Tabela              | Quantidade |
| ------------------- | ---------- |
| Gaon vendas físicas | 21.577+    |

## Histórico de lançamento
| País          | Data                | Formato              | Gravadora                                 |
| ------------- | ------------------- | -------------------- | ----------------------------------------- |
| Coreia do Sul | 11 de junho de 2013 | CD, download digital | Starship Entertainment LOEN Entertainment |
| Mundial       | 11 de junho de 2013 | Download digital     | Starship Entertainment LOEN Entertainment |